# Sandokan (televíziós sorozat, 1992)
A Sandokan olasz televíziós rajzfilmsorozat. Olaszországban 1998 és 2006 között indult. Magyarországon korábban az M1 sugározta, később az M2 adta le.

## Magyar hangok
- Széles Tamás – Sandokan
- Bozsó Péter – Yanez
- Urbán Andrea – Marianne
- Beregi Péter – James Brooke/Fehér Rádzsa
- Welker Gábor – Lord Guillonk
- Koltai Judit – ?
- Kajtár Róbert – ?
- Szinovál Gyula – ?
- Beratin Gábor – ?
- Bicskey Lukács – ?
- Sz. Nagy Ildikó – ?
- Koncz István – ?
- Csuha Lajos – ?
- Bácskai János – ?
- Morvay Júlia – ?

## Epizódok
| #                    | Magyar cím                     | Angol cím                        |
| -------------------- | ------------------------------ | -------------------------------- |
|                      |                                |                                  |
| ELSŐ ÉVAD (1998)     |                                |                                  |
|                      |                                |                                  |
| 01.                  | A tigris felébred              | The Tiger Wakes                  |
|                      |                                |                                  |
| 02.                  | Utazás Labuanba                | The Challenge to Labuan          |
|                      |                                |                                  |
| 03.                  | Mompracem meghódítása          | The Conquest of Mompracem        |
|                      |                                |                                  |
| 04.                  | A Tigris támad                 | The Tiger's Attack               |
|                      |                                |                                  |
| 05.                  | Gyöngyszem Labuanban           | The Pearl of Labuan              |
|                      |                                |                                  |
| 06.                  | Lányszöktetés                  | The Kidnapping                   |
|                      |                                |                                  |
| 07.                  | Dharma, az indiai tigris       | Dharma the Tiger From Indian     |
|                      |                                |                                  |
| 08.                  | Kamamuri, a rádzsa rabszolgája | Kamamuri Slawe of the Rajak      |
|                      |                                |                                  |
| 09.                  | A mocsár fogságában            | In Sara Wak's Maryhs             |
|                      |                                |                                  |
| 10.                  | Az orgyilkosok szektája        | The Sect of the Thugs            |
|                      |                                |                                  |
| 11.                  | Rajmangal megtámadása          | The Attack of Rajmangal          |
|                      |                                |                                  |
| 12.                  | Káli fekete szíve              | The Black Heart of Kali'         |
|                      |                                |                                  |
| 13.                  | A bebörtönzött tigrisek        | The Imprisoned Tigers            |
|                      |                                |                                  |
| 14.                  | Marianne áldozata              | Marianne's Sacrifice             |
|                      |                                |                                  |
| 15.                  | Az esküvő                      | The Wedding                      |
|                      |                                |                                  |
| 16.                  | Kalózok fogságában             | Prisoners of the Pirates         |
|                      |                                |                                  |
| 17.                  | Marianne, a szultán táncosnője | Marianne Bayadere of the Sultan  |
|                      |                                |                                  |
| 18.                  | A nagy átverés                 | Giltmose's Betrayal              |
|                      |                                |                                  |
| 19.                  | Calcutta föld alatti világa    | In the Subterraneans of Calcutta |
|                      |                                |                                  |
| 20.                  | Az aranymajmok                 | The Spring of the Golden Monkeys |
|                      |                                |                                  |
| 21.                  | Az iszonyat barlangja          | The Cave of Fear                 |
|                      |                                |                                  |
| 22.                  | A dajákok hosszú éjszakája     | The Long Night of the Dayachi    |
|                      |                                |                                  |
| 23.                  | A megállapodás                 | The Pact                         |
|                      |                                |                                  |
| 24.                  | Az összeesküvés                | The Conspiracy                   |
|                      |                                |                                  |
| 25.                  | Sandokan visszatér             | The Return of Sandokan           |
|                      |                                |                                  |
| 26.                  | Kiltár visszahódítása          | The Conquest of Kiltar           |
|                      |                                |                                  |
| MÁSODIK ÉVAD (2000)  |                                |                                  |
|                      |                                |                                  |
| 27.                  | A rádzsa tigrise               | The Rajah's Tiger                |
|                      |                                |                                  |
| 28.                  | A halálos csapda               | Mortal Trap                      |
|                      |                                |                                  |
| 29.                  | Támadás a Fehér Rádzsa ellen   | Attacking the Wihte Rajah        |
|                      |                                |                                  |
| 30.                  | Nazima                         | Nazima                           |
|                      |                                |                                  |
| 31.                  | Fejvadászok                    | The Head Hunters                 |
|                      |                                |                                  |
| 32.                  | A maharadzsa lánya             | The Maharajah's Daughter         |
|                      |                                |                                  |
| 33.                  | Visszatérés Raimangalba        | Return to Raimangal              |
|                      |                                |                                  |
| 34.                  | Az amerikai ágyú               | The American Cannon              |
|                      |                                |                                  |
| 35.                  | Halálos párbaj                 | Duel to the Death                |
|                      |                                |                                  |
| 36.                  | Salagraman köve                | The Stone of Salagraman          |
|                      |                                |                                  |
| 37.                  | A foglyok lázadása             | The Rebel Prisoners              |
|                      |                                |                                  |
| 38.                  | Surama, Assam királynője       | Surama, Queen of Assam           |
|                      |                                |                                  |
| 39.                  | A Sárkány Triász               | The Dragon Tirace                |
|                      |                                |                                  |
| 40.                  | A fehér tigris                 | The White Tiger                  |
|                      |                                |                                  |
| 41.                  | Harcoló szerzetesek            | Sandokan Fighting Monks          |
|                      |                                |                                  |
| 42.                  | A mozgó erdő                   | The Moving Forest                |
|                      |                                |                                  |
| 43.                  | Támadás a vonaton              | The Attack on the Train          |
|                      |                                |                                  |
| 44.                  | A föld alatti Delhi            | Underground in Delhi             |
|                      |                                |                                  |
| 45.                  | A szekta végnapjai             | The Thugs Lose Out               |
|                      |                                |                                  |
| 46.                  | A calbarani börtön             | The Cells of Calbaran            |
|                      |                                |                                  |
| 47.                  | A Pokol-sziget                 | Devil's Island                   |
|                      |                                |                                  |
| 48.                  | Győzelem a Fehér Rádzsa felett | The Defeat of the White Rajah    |
|                      |                                |                                  |
| 49.                  | A tengeri temető               | The Sea Cemetery                 |
|                      |                                |                                  |
| 50.                  | Támadás Kiltár ellen           | The Reconquest of Kiltar         |
|                      |                                |                                  |
| 51.                  | Kiltár visszafoglalása         | The Kiltar Attack                |
|                      |                                |                                  |
| 52.                  | A végső ütközet                | The Final Encounter              |
|                      |                                |                                  |
| HARMADIK ÉVAD (2006) |                                |                                  |
|                      |                                |                                  |
| 53.                  | Morugan                        | Morugan                          |
|                      |                                |                                  |
| 54.                  | The Blue Monks                 | The Blue Monks                   |
|                      |                                |                                  |
| 55.                  | The Tsunami                    | The Tsunami                      |
|                      |                                |                                  |
| 56.                  | The Reign of Terror            | The Reign of Terror              |
|                      |                                |                                  |
| 57.                  | The Pirate King                | The Pirate King                  |
|                      |                                |                                  |
| 58.                  | The Evil of Hazra              | The Evil of Hazra                |
|                      |                                |                                  |
| 59.                  | In Nepal                       | In Nepal                         |
|                      |                                |                                  |
| 60.                  | The Cathedral of Ice           | The Cathedral of Ice             |
|                      |                                |                                  |
| 61.                  | Turgut!                        | Turgut!                          |
|                      |                                |                                  |
| 62.                  | The Immoral One                | The Immoral One                  |
|                      |                                |                                  |
| 63.                  | The Jade Fox                   | The Jade Fox                     |
|                      |                                |                                  |
| 64.                  | The Conspiracy                 | The Conspiracy                   |
|                      |                                |                                  |
| 65.                  | The Three Golden Arrows        | The Three Golden Arrows          |
|                      |                                |                                  |
| 66.                  | Black Devil                    | Black Devil                      |
|                      |                                |                                  |
| 67.                  | The Separent King              | The Separent King                |
|                      |                                |                                  |
| 68.                  | The Sea of Mud                 | The Sea of Mud                   |
|                      |                                |                                  |
| 69.                  | The Yellow Fangs               | The Yellow Fangs                 |
|                      |                                |                                  |
| 70.                  | The Hunting                    | The Hunting                      |
|                      |                                |                                  |
| 71.                  | Kalisura                       | Kalisura                         |
|                      |                                |                                  |
| 72.                  | Eye of The Cobra               | Eye of The Cobra                 |
|                      |                                |                                  |
| 73.                  | Narayama                       | Narayama                         |
|                      |                                |                                  |
| 74.                  | The City of Lost Souls         | The City of Lost Souls           |
|                      |                                |                                  |
| 75.                  | The Time Trap                  | The Time Trap                    |
|                      |                                |                                  |
| 76.                  | The Cave of Kali'              | The Cave of Kali'                |
|                      |                                |                                  |
| 77.                  | The Secret of Kondo            | The Secret of Kondo              |
|                      |                                |                                  |
| 78.                  | The Invincible Sword           | The Invincible Sword             |